# Jacques Houssat
Jacques Houssat (* 22. Juni 1937 in Clermont-Ferrand; † 25. Juni 1994 in Clermont-Ferrand) war ein französischer Rallye-Raid-Fahrer und Gewinner der Rallye Dakar in der LKW-Klasse.

## Karriere
Houssat begann seine Motorsportkarriere Anfang der 1980er im Truck Racing. Seine ersten großen Rennen bestritt er 1982 und 1983 beim 24-Stunden-Rennen von Auvergne auf dem Circuit de Charade sowie dem 24 heures camion in Le Mans auf dem Circuit des 24 Heures. Im Truck Racing war Houssat bis 1987 aktiv. Parallel dazu begann er ab 1985 mit der Teilnahme an Rallye-Raids und fuhr von 1985 bis 1993 regelmäßig die Rallye Dakar. In den Jahren 1990, 1992 und 1993 wurde Houssat jeweils Zweiter in der LKW-Klasse und gewann diese 1991 auf einem Perlini 105F „Red Tiger“.